# Amazona collaria
L'amazzone beccogiallo (Amazona collaria) è un uccello della famiglia degli Psittacidi.

## Descrizione
Si presenta con una colorazione base verde con riflessi bluastri; fronte e regione perioftalmica azzurre, anello perioftalmico bianco ben evidente; copritrici auricolari grigie, gola rosata; becco giallognolo, iride marrone. Ha taglia attorno ai 28 cm. Non presenta dimorfismo sessuale evidente.

## Comportamento
È essenzialmente uccello di foresta ma si sposta nelle aree coltivate alla ricerca di cibo; si muove in stormi, a volte monospecifici, altre volte in associazione con l'amazzone becconero, di 20-30 individui. Nidifica in alberi cavi a molti metri da terra a partire da aprile-maggio, deponendo 3-4 uova.

## Distribuzione
Vive in Giamaica, nelle foreste secondarie delle John Crow Mountains, del Monte Diablo e occasionalmente è stata avvistata nella parte orientale delle Bleu Mountains.
È una specie rara e vulnerabile per la riduzione drastica che sta subendo il suo habitat.
Rara anche in cattività.